# ONE Friday Fights 29
ONE Friday Fights 29: Seksan vs. Araya (también conocido como ONE Lumpinee 29) fue un evento de deportes de combate producido por ONE Championship llevado a cabo el 18 de agosto de 2023, en el Lumpinee Boxing Stadium en Bangkok, Tailandia.

## Historia
El evento fue encabezado por una pelea de muay thai de peso pactado entre Saeksan Or. Kwanmuang e Isaac Araya.

## Bonificaciones
Los siguientes peleadores recibieron bonos de ฿350.000.
- Actuación de la Noche: Saeksan Or. Kwanmuang y Rambong Sor.Therapat